# Gare de La Beaume
 (octobre 2019).
Si vous disposez d'ouvrages ou d'articles de référence ou si vous connaissez des sites web de qualité traitant du thème abordé ici, merci de compléter l'article en donnant les références utiles à sa vérifiabilité et en les liant à la section « Notes et références ».
La gare de La Beaume est une gare ferroviaire française fermée de la ligne de Livron à Aspres-sur-Buëch, située sur le territoire de la commune de La Beaume dans le département des Hautes-Alpes, en région Provence-Alpes-Côte d'Azur.
Elle est ouverte en 1894 par la Compagnie des chemins de fer de Paris à Lyon et à la Méditerranée (PLM).
Fermée aux services des voyageurs et des marchandises, la gare est ouverte au service de l'infrastructure de la Société nationale des chemins de fer français (SNCF).

## Situation ferroviaire
Établie à 882 m d'altitude, la gare de La Beaume est située au point kilométrique (PK) 97,053 de la ligne de Livron à Aspres-sur-Buëch, entre les gares ouvertes de Luc-en-Diois et d'Aspres-sur-Buëch.
Cette gare comporte un évitement qui permet le croisement des trains sur la voie unique. Bien que la gare soit fermée au trafic des voyageurs et des marchandises, elle est périodiquement ouverte au service de l'infrastructure pour assurer le croisement des trains.

## Histoire
La gare de La Beaume est mise en service le 1er juin 1894 par la Compagnie des chemins de fer de Paris à Lyon et à la Méditerranée (PLM), lorsqu'elle ouvre à l'exploitation la section de Die à Aspres-sur-Buëch.
La gare est fermée au service voyageurs le 6 mars 1972 lors de la suppression du service omnibus sur la ligne.